# Замок Райнфельс
Замок Райнфельс (нем. Burg Rheinfels — «Рейнская скала») — развалины замка на отроге между левым берегом Рейна и Грюндельбахталем над Санкт-Гоаром, Германия. После расширения до крепости замок был крупнейшей военной системой в долине Среднего Рейна между Кобленцем и Бингеном, его превзошла только крепость Эренбрайтштайн, расположенная в долине Среднего Рейна над правым берегом одноимённого района Кобленца. С 2002 года замок Райнфельс является частью ландшафта Рейна, внесенного в список Всемирного наследия ЮНЕСКО.

## История
Замок Райнфельс был основан в 1245 году графом Дитером V фон Катценельнбогеном для взимания налогов с проходящих вверх по Рейну кораблей. В XIII веке графство Катценельнбоген было разделено на верхнее графство в районе Дармштадта и нижнее графство с резиденцией в Райнфельсе. В 1360—1370 годах при графе Вильгельме II из Катценельнбогена (1332—1385) основной замок был расширен. В 1370 году на противоположной стороне Рейна граф построил замок Нойкатценельнбоген, сокращенно называемый замок Кац. Это позволило взимать таможенные пошлины даже с судов, следующих по Рейну вниз.
После объединения в 1402 году Верхнего и Нижнего графств, резиденция осталась в замке Рейнфельс. Граф Филипп возвысил круглый бергфрид. Это был самый высокий известный бергфрид с общей высотой 54 м и в ясный день можно было видеть далеко в сторону Хунсрюка и Таунуса. Сыновья Филиппа умерли рано; таким образом графство и замок перешли в 1479 году ландграфу Генриху III. из Гессен-Марбурга, который был женат на Анне, дочери Филиппа. В многолетнем споре о наследстве с домом Нассау ландграф смог удержать за собой графство. После смерти сына Генриха Вильгельма III. Рейнфельс вместе Марбургом перешел к Вильгельму II Гессенскому, который снова объединил все графство Гессен в одних руках.
Во время войны за Пфальцское наследство (1688—1697) французские войска под руководством генерал-лейтенанта герцога де Таллара пытались в декабре 1692 года захватить крепость, но потерпели неудачу из-за сопротивления оккупации со стороны Гессен-Касселя. При наступлении армии 3 января 1693 года под предводительством ландграфа Карла Гессен-Кассельского, состоящей из пфальцского, бранденбургского, мюнстерского и четырёх гессенских полков, французы отступили. Ландграф Карл тщетно пытался склонить немецкого императора, предоставить ему постоянное право владением замком Райнфельс. Он нашел союзников в Англии и Нидерландах. Когда эти две страны заключили Утрехтский мирный договор с Францией в 1713 году, в договор также было включено положение о том, что Гессен-Кассель сохраняет за собой замок Рейнфельс и город Санкт-Гоар. В 1718 году ландграф Гессен-Кассель передал замок ландграфу Вильгельму из Гессен-Ванфрида, который с этого момента называл себя Вильгельмом фон Гессен-Райнфельс. Когда в 1755 году умер последний потомок гессенской ветки Гессен-Ванфрид, земли графств Гессен-Эшвеге и Гессен-Райнфельс вместе с Сен-Гоаром и замком Райнфельс перешли в соответствии с договором к ландграфству Гессен-Ротенбург и оставались там до 1815 года.
Во время Семилетней войны (1756—1763) французские войска оккупировали замок; Райнфельс был сдан без боя.
Французские революционные войска разрушили крепость: в 1796 году были взорваны верхние укрепления, в 1797 году — замок и бергфрид. В 1812 году руины были проданы как государственная собственность Франции купцу из Санкт-Гоара Петру Глассу. Большая часть материала использовалась в основном при строительстве крепости Эренбрайтштайн недалеко от Кобленца.
В 1815 году последний ландграф Гессен-Ротенбурга передал земли на Рейне (Санкт-Гоар и Райнфельс) Пруссии и в качестве компенсации получил княжества Ратибор и Корвей.
После того, как руины использовались в течение некоторого времени в качестве каменоломни, в 1843 году замок купил принц Вильгельм Прусский, позднее император Вильгельм I, и таким образом сохранил его от дальнейшего уничтожения. С 1925 года город Санкт-Гоар является владельцем замка. В 1963/64 годах, а также в 1990-х годах община проводила реставрационные работы.
С 2018 года нынешний представитель Гогенцоллернов Георг Фридрих Прусский пытается вернуть замок Райнфельс с целью коммерческой эксплуатации.

## Галерея

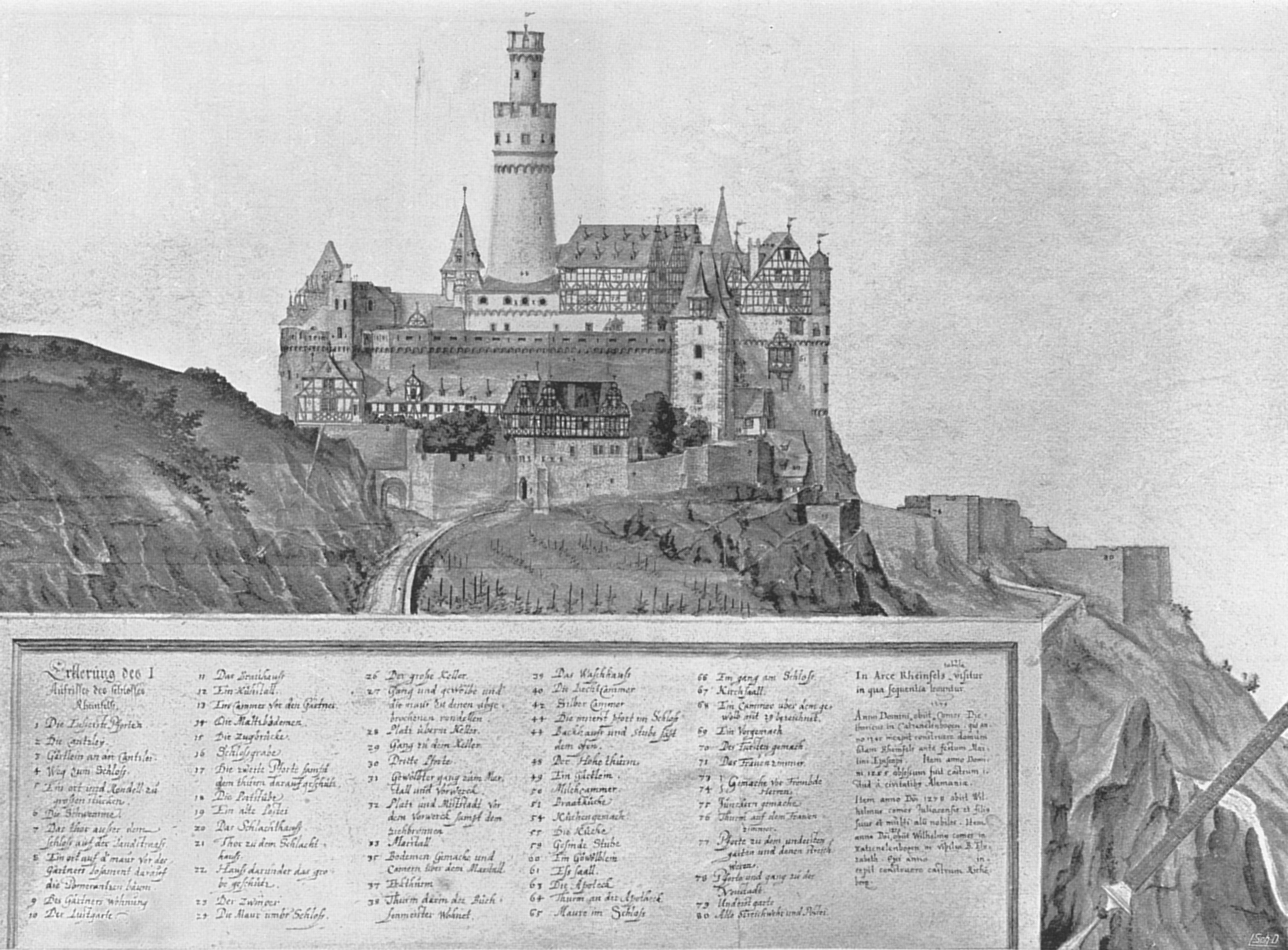
Замок Райнфельс в 1607 году
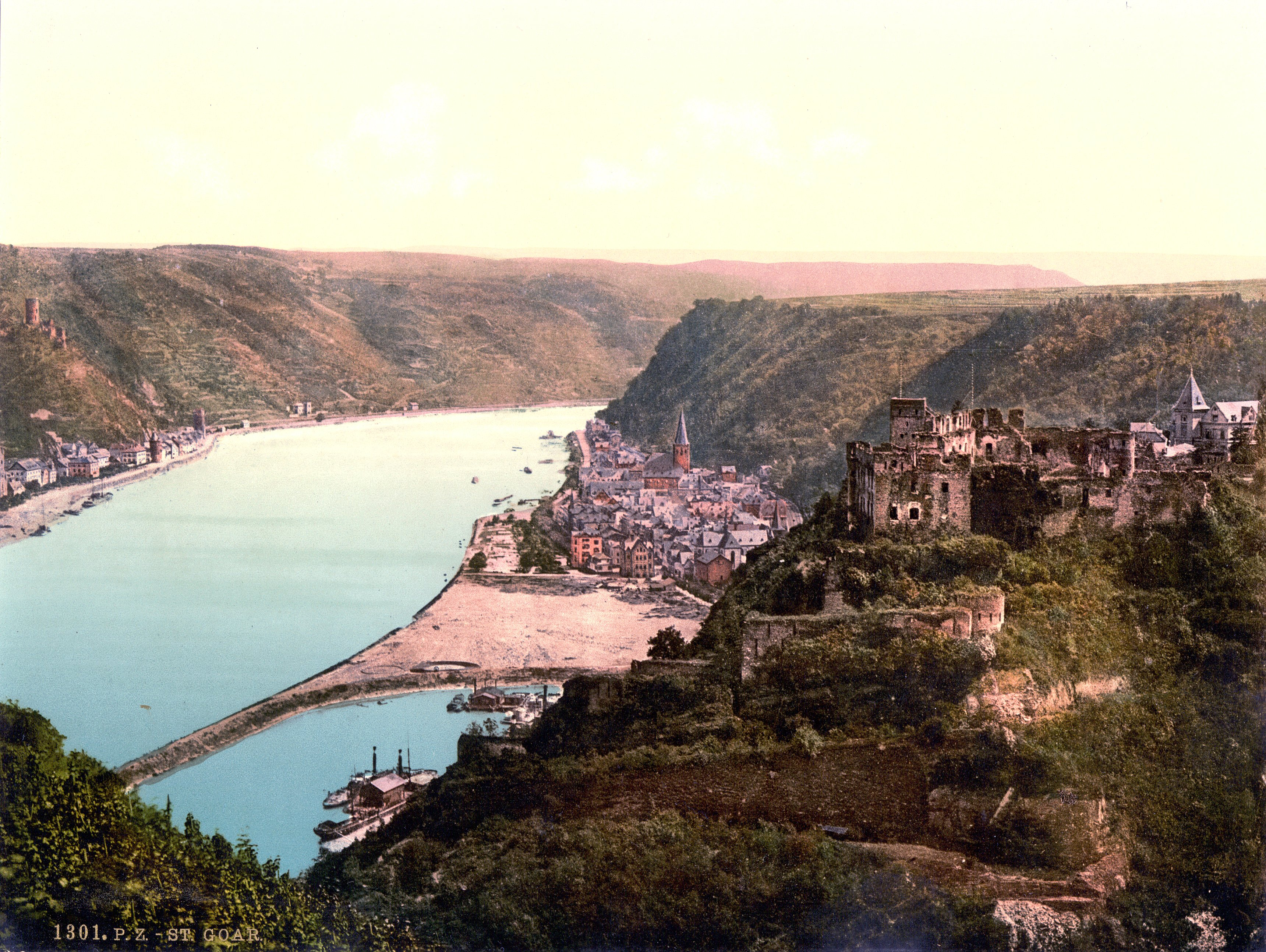
Замок Райнфельс и Санкт-Гоар в 1900 году
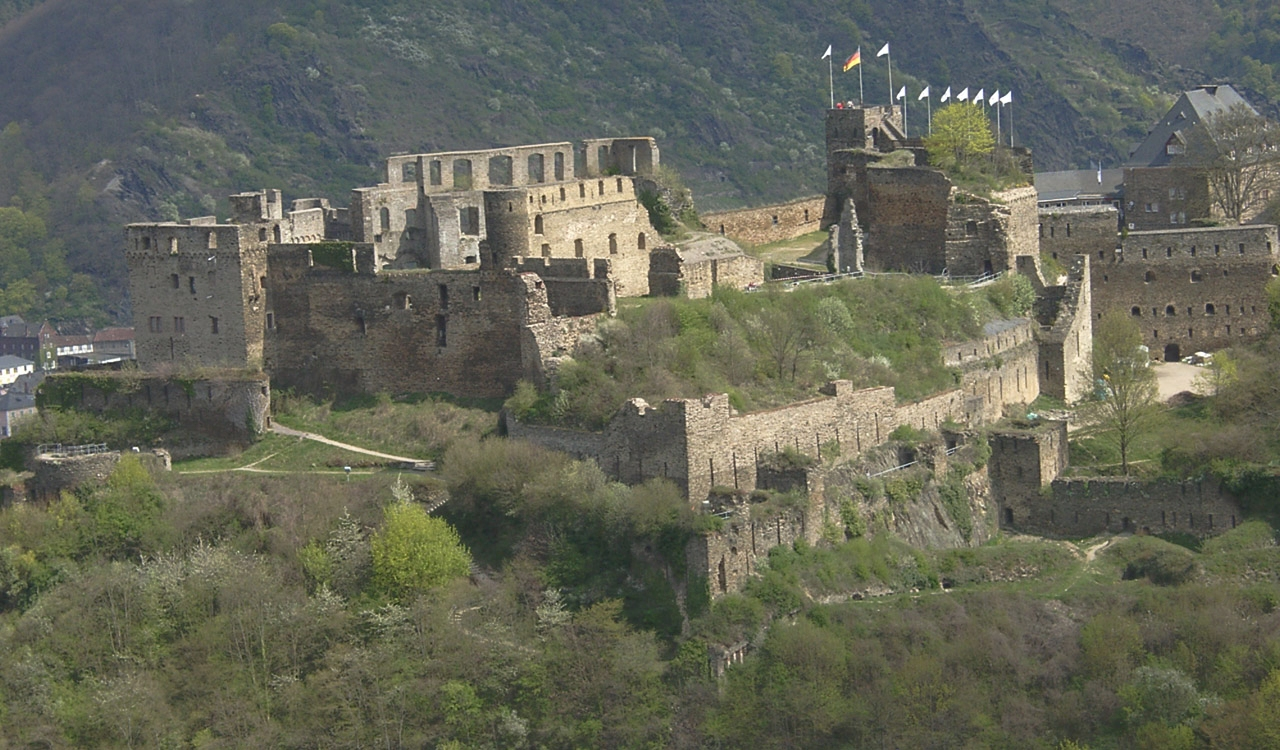
Замок Райнфельс в 2004 году
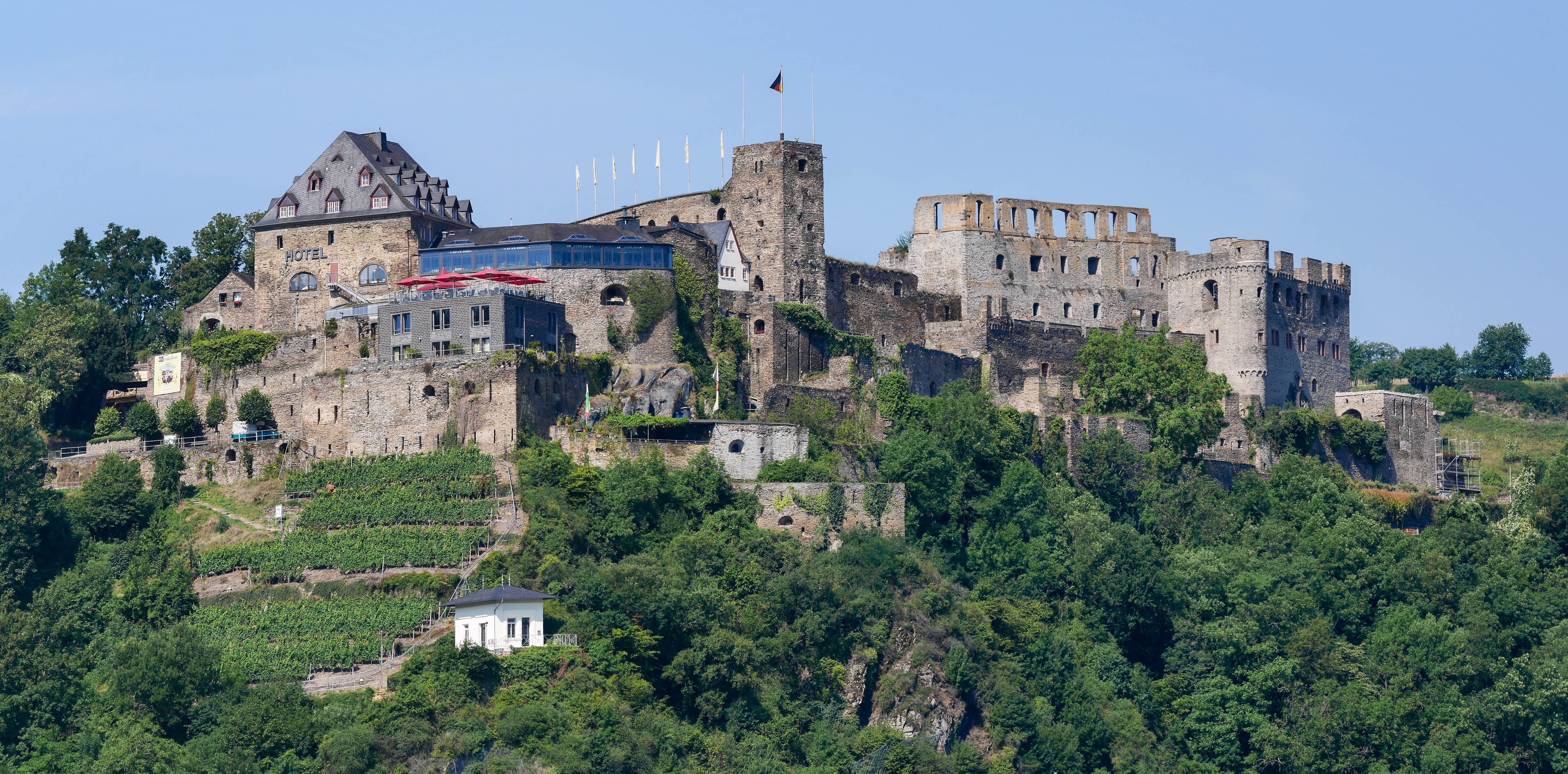
Замок Райнфельс со стороны Рейна
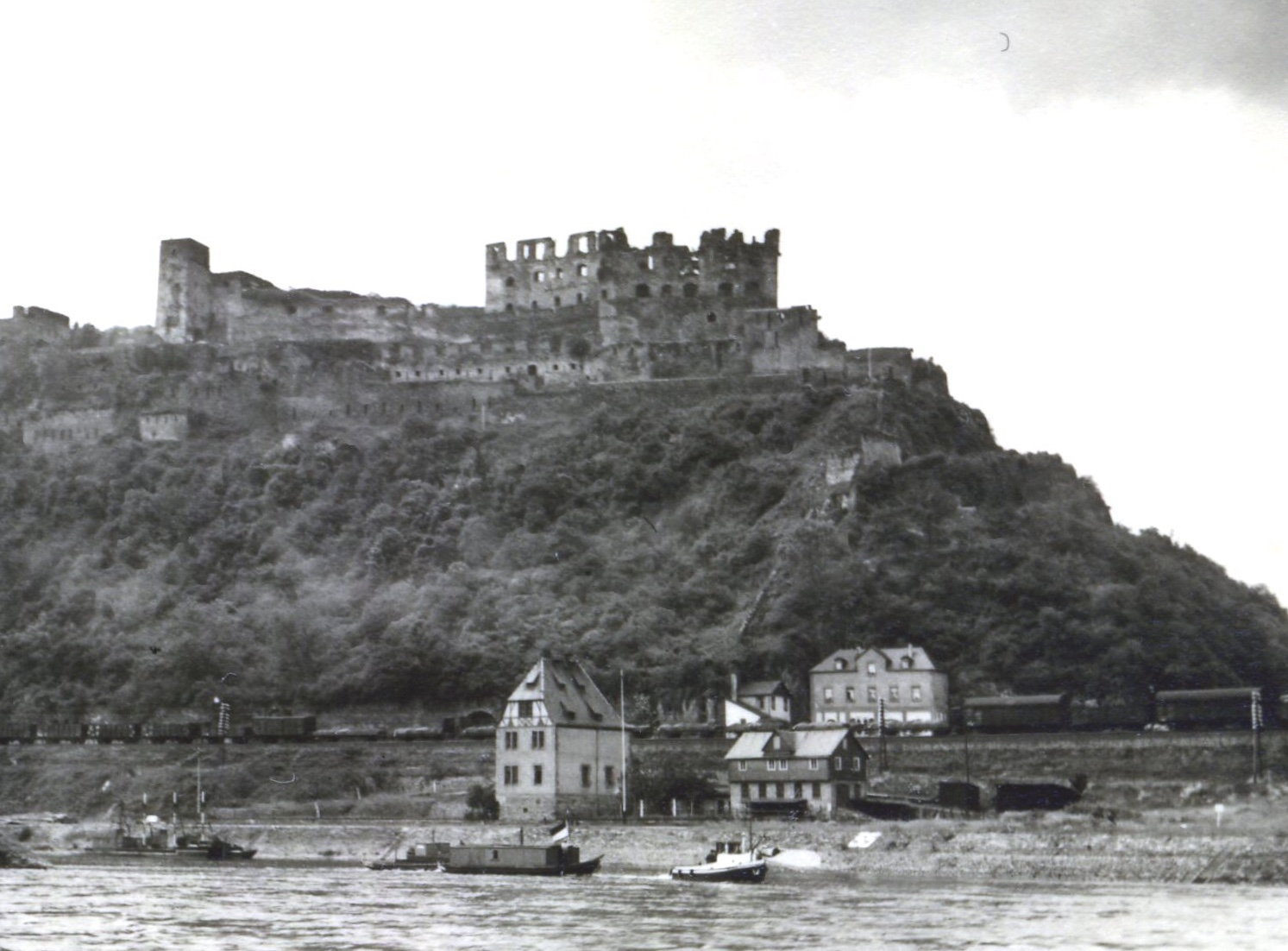
Замок Райнфельс в 1938 году
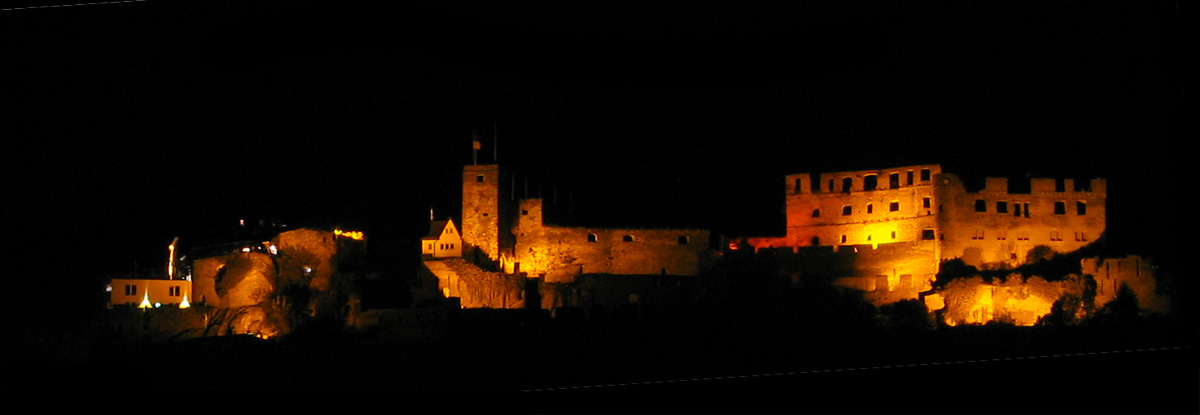
Замок Райнфельс ночью